# 梳霉纲
梳霉纲（学名：Kickxellomycetes）为接合菌门的一个纲。此纲的模式目为梳霉目(Kickxellales)。

## 下级分类
- 钩孢毛菌目 Harpellales
- 梳霉目 Kickxellales
- Orphellales
- Priscadvenales